# 15e cérémonie des Chicago Film Critics Association Awards
La 15e cérémonie des Chicago Film Critics Association Awards, décernés par la Chicago Film Critics Association, a eu lieu le 24 février 2003, et a récompensé les films réalisés l'année précédente.

## Palmarès

### Meilleur film
- Loin du paradis (Far From Heaven)

### Meilleur réalisateur
- Todd Haynes – Loin du paradis (Far From Heaven)

### Meilleur acteur
- Daniel Day-Lewis pour le rôle de Bill "Le Boucher" Cutting dans Gangs of New York

### Meilleure actrice
- Julianne Moore pour le rôle de Cathy Whitaker dans Loin du paradis (Far From Heaven)

### Meilleur acteur dans un second rôle
- Dennis Quaid pour le rôle de Frank Whitaker dans Loin du paradis (Far From Heaven)
- Paul Newman pour le rôle de John Rooney dans Les Sentiers de la perdition (Road to Perdition)

### Meilleure actrice dans un second rôle
- Meryl Streep pour le rôle de Susan Orlean dans Adaptation

### Acteur le plus prometteur
- Maggie Gyllenhaal pour le rôle de Paikea dans Adaptation, de Lee Holloway dans La Secrétaire (Secretary) et de Debbie dans Confessions d'un homme dangereux (Confessions of a Dangerous Mind)

### Réalisateur le plus prometteur
- Dylan Kidd – Oncle Roger (Roger Dodger)

### Meilleur scénario
- Adaptation – Charlie Kaufman et Donald Kaufman

### Meilleure photographie
- Loin du paradis (Far From Heaven) – Edward Lachman
- Les Sentiers de la perdition (Road to Perdition) – Conrad L. Hall

### Meilleure musique de film
- Loin du paradis (Far From Heaven) – Elmer Bernstein

### Meilleur film en langue étrangère
- Y tu mamá también  Mexique
  - Huit Femmes  France

### Meilleur film documentaire
- Bowling for Columbine